# 国際連合安全保障理事会決議234
国際連合安全保障理事会決議234（こくさいれんごうあんぜんほしょうりじかいけつぎ234、英: United Nations Security Council Resolution 234）は、1967年6月7日に国際連合安全保障理事会で採択された決議である。第三次中東戦争に関係する。
中東戦争の当事国に対する即時停戦の要請に失敗したことを踏まえ、安保理は、紛争が拡大することに懸念を示した上で、当事国に対して6月7日20時00分（GMT）までに停戦するように要求し、国際連合事務総長ウ・タントに対して迅速に現在の情勢について継続して報告するように求めた。
ソビエト連邦の要請で会合が開かれ、全会一致で採択された。ヨルダンとイスラエルは他の当事国が受け入れることを条件に決議を受け入れ、翌日、アラブ連合共和国が相互主義を条件に停戦を受け入れた。